# Галицьке повстання (1170)
Галицьке повстання 1170 року повстання бояр та городян міста Галича проти князя Ярослава Володимировича Осмомисла, який вигнав законну дружину Ольгу Юріївну та жив з своєю коханкою Анастасією Чарг (Настаською).
Князь Ярослав Володимирович не мав щастя в родинному житті. Коханкою князя була Анастасія з боярського роду Чагрів. Він прижив від неї сина-бастарда, Олега. Його законна дружина — Ольга (дочка Юрія Долгорукого) — втекла з сином Володимиром до Польщі. 
У зв'язку з цим 1170 року бояри підняли повстання в Галичі, до якого приєдналися невдоволені князем та його урядовцями люди. Сталася нечувана на Русі річ: бояри схопили Ярослава і ув'язнили у його власному палаці. Анастасію спалили на міській площі. «А князя водили до хреста, — підсумовує події київський літописець, — щоб йому мати княгиню по-справжньому. І так все владналося».
Ярослав змушений був покоритися боярам.